# Kamień (Góry Sowie)
Kamień (niem. Stein-Berg) – szczyt (820 m n.p.m.) w południowo-zachodniej Polsce, w Sudetach Środkowych.
Szczyt położony w środkowej części Gór Sowich pomiędzy szczytami Popielakiem a Wolicą, zbudowany z prekambryjskich paragnejsów i migmatytów, porośnięty lasem świerkowo-bukowym. 